# Bob Kelly (cầu thủ bóng đá)
Robert Kelly (ngày 16 tháng 11 năm 1893 - 22 tháng 9 năm 1969) là một cầu thủ bóng đá người Anh. Ông phá vỡ kỉ lục chuyển nhượng bóng đá Anh Quốc khi chuyển từ Burnley sang Sunderland với mức giá 6.550 bảng Anh năm 1925. Ông trải qua 2 năm tại Roker Park trước khi gia nhập Huddersfield Town. Sau đó ông thi đấu cho Preston North End.
Ông có 14 lần ra sân cho đội tuyển Anh từ năm 1920 đến năm 1928, ghi 8 bàn thắng.
Ông cũng từng làm huấn luyện viên tại Carlisle United, Stockport County, SC Heerenveen và KFC.